# Ray Watson

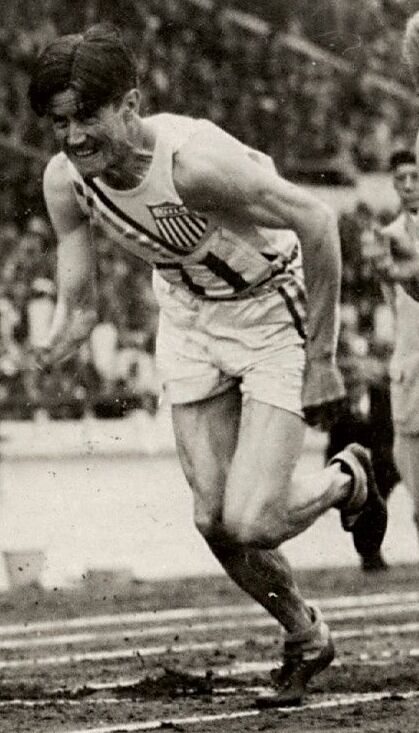
Ray Watson (1928)

Ray Watson (eigentlich Raymond Bates Watson; * 10. Dezember 1898 in Garden City, Kansas; † 7. September 1974 in Quincy, Illinois) war ein US-amerikanischer Mittelstrecken- und Hindernisläufer.
Bei den Olympischen Spielen wurde er 1920 in Antwerpen Achter über 3000 m Hindernis, 1924 in Paris Siebter über 1500 m und 1928 in Amsterdam Neunter über 800 m.
1923 sowie 1927 wurde er US-Meister über 880 Yards und 1923 US-Hallenmeister über 1000 Yards. Für die Kansas State University startend wurde er 1923 NCAA-Meister.

## Persönliche Bestzeiten
- 880 Yards: 1:52,7 min, 7. Juli 1928, Cambridge (entspricht 1:52,0 min über 800 m)
- 1500 m: 3:59,8 min, 10. Juli 1924, Colombes
- 1 Meile: 4:18,2 min, 24. Juni 1922, Chicago